# Virus iframe
Un virus iframe es un código malicioso, considerado una forma de malware, que infecta páginas web en sitios web, la mayoría de ellos utilizando el código HTML iframe, para causar daño al inyectar etiquetas <iframe> en el sitio web.  El código puede ser inyectado en archivos fuente HTML, PHP, ASP o tpl.  El virus puede darse a conocer al escanear archivos de página de inicio , como index.php, index.html o default.html e el código  iframe en ellos. El código iframe se suele encontrar normalmente  cerca del principio de la página web. También pueden infectar a través de temas o plantillas de sistemas de administración del contenido. El virus también modificará .htaccess y archivos de anfitriones (hosts), y crear archivos images.php en directorios denominados 'imágenes'. La infección no es una explotación del lado del servidor, ya que solo infecta sitios en el servidor de los que tiene sus contraseñas.
Este reciente aumento de servidores web comprometidos, ha generado discusiones en foros y blogs en línea. Las infecciones de malvare en la web, perjudican a las empresas; Google, Firefox, Internet Explorer y las empresas antivirus ponen en una lista negra los sitios infectados, las empresas pierden ingresos y los sitios sufren daños en su marca y reputación.
Un virus iframe es un tipo de badvare. "Los productores de badvare desarrollan constantemente nuevas y creativas formas de instalar badvare en su ordenador".  La distribución de badvare se ha ampliado más allá de los canales tradicionales, como los virus de correo electrónico, a métodos más difíciles de evitar como las "descargas drive-by" automatizadas que son lanzadas por páginas web comprometidas.

## Variantes iframe
A veces las variantes del iframe vienen en forma de JavaScript. Las etiquetas de iframe pueden no verse en texto plano en la fuente, porque está codificado. Si el código del script codificado es decodificado, contendrá el código para invocar el iframe a través de JavaScript.